# Toron dels Cavallers
Toron dels Cavallers és el nom d'una fortalesa que pertanyé als croats. Està situat en la ruta entre Tir i Damasc, en l'actual ciutat libanesa de Tibnine. La paraula Toron és un terme que, en francès antic volia dir 'elevació aïllada', fou escollida perquè està construït a dalt d'un pujol. Cal no confondre'l amb el sobrenom d'una altra edificació que hi ha a Israel, l'abadia de Latrun, o amb l'antic senyoriu de Toron, a França.

### Història
El senyoriu de Toron formà part del Principat de Galilea, que era un dels estats del Regne de Jerusalem. Hug de Fauqembergues construí aquest castell el 1105, per servir de base per la conquesta de Tir, que llavors estava en poder del Califat Fatimita. L'any següent, Hug morí en un atac musulmà que hi hagué a la rodalia. En quedar el castell sense senyor, l'emir Fakhr al-Mulk volgué apoderar-se'n, però el rei Balduí I de Jerusalem encarregà a Gervasi de Bazoches la seva defensa. A començaments de maig del 1108, Gervasi fou capturat per Dhàhir-ad-Din Tughtikín i executat a la plaça de Damasc.
El castell fou transferit llavors a Humfred, vassall de Joscelí de Courtenay, príncep de Tiberíades. Després fou successivament traspassat als seus descendents: Humfred II i Humfred IV.
El rei Balduí II rebé dels hassassins el senyoriu de Banias el 1128, la qual fou donada a Humfred II qan aquest es casà amb la filla de Renier Brus. Humfred II cedí una part de Banias i el Chastel Neuf als hospitalers el 1157. Banias i Toron foren fusionades des del moment en què estigueren en mans de Nur ad-Din el 1164. El castell de Toron tornà a ser recuperat pels croats i en mantingueren la possessió fins al 1187, quan Saladí l'ocupà.
Deu anys més tard, el 1197, Toron dels Cavallers fou assetjat pels croatss alemanys de la Tercera Croada. El castell fou desmantellat pel soldà Al-Muàddham ibn al-Àdil, perquè no tornés a ser ocupat pels croats. El lloc on estava el castell de Toron tornà a ser ocupat pels croats el 1229, dos anys després de la mort d'Al-Muàddham l'11 de novembre del 1227, concretament per cavallers de l'Orde teutònica. L'emperador Frederic II del Sacre Imperi Romanogermànic el tornà als musulmans, en un pacte de pau previ al setge de Jerusalem (1244).
El 1266 quedaria definitivament perdut per als croats.

## Llista dels senyors de Toron
- Hug de Fauquembergues (1105-1107)
- Humfred I de Toron (1109-1136)
- Humfred II de Toron (1137-1179)

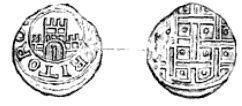
Moneda del senyoriu de Toron, amb la inscripció Castri Toroni

  - Humfred III: mort abans que el seu pare
- Humfred IV de Toron (1179-1183)

Domini reial del 1183 al 1187
- Humfred IV (restitució) (1190-1192)

Ocupació musulmana fins al 1229
- Alix d'Armènia (1229-1236 (neta d'Humfred III)
- Maria d'Antioquia i d'Armènia (1236-1239) (filla d'Alix)

Ocupació musulmana del 1239 fins al 1241
- Philippe de Montfort (1241-1257)
- Joan de Montfort (1257-1283) però el castell fou perdut el 1266

## Característiques
Situat sobre un turó que havia estat habitat en l'edat del bronze, a 725 m, el castell era de planta oval. A la muralla hi havia dotze torretes rectangulars, una de les quals la més gran, situada cap al sud, era la torre principal. Posseïa una alimentació d'aigua que venia d'un abeurador situat a l'exterior de la muralla. A l'interior hi havia una capella dedicada a la Mare de Déu.
El 1266 els mamelucs el destruïren i fou reconstruït al segle xviii per un xeic xiíta, per fer-lo servir en la lluita contra els otomans. En l'actualitat només en resten els fonaments i algunes parts dels murs.